# Quai des Tanneurs
Le quai des Tanneurs est une artère de Liège (Belgique) située à Outremeuse, sur la rive droite de la Meuse, d'amont en aval entre le pont des Arches et la rue Mathieu Polain et entre le quai de Gaulle et le quai Sainte-Barbe.

## Toponymie
L'artère s'appelait Tanneurue depuis au moins le XIVe siècle. Au XVIIIe siècle, elle est mentionnée comme rue des Tanneurs. À la fin du XIXe siècle, elle prend le nom de quai des Tanneurs. Ce métier étaIt historiquement l'un des XXXII bons métiers de Liège. Quelques autres voiries de la cité ardente portent encore le nom de ces bons métiers comme la rue Lulay-des-Fèbvres, l'impasse des Drapiers, les degrés des Tisserands ou la rue des Brasseurs. Jadis, d'autres immeubles étaient bâtis en vis-à-vis des actuels qualifiant ainsi la voirie de rue (Tanneurue puis rue des Tanneurs). Par ailleurs, il existe toujours une rue des Tanneurs située à proximité du quai.

## Description
Ce quai pavé et arboré longeant la rive droite de la Meuse applique un sens unique de circulation automobile de la rue du Pâquier vers le pont des Arches et la place Saint-Pholien et, devenu plus large, un double sens avec parking central entre la rue du Pâquier et la rue Mathieu Polain. L'accès vers le quai Sainte-Barbe n'est possible que pour les piétons et les cyclistes.

## Architecture
Le quai possède une grosse majorité d'immeubles érigés au cours du XVIIIe siècle et du XIXe siècle. De nombreuses anciennes demeures du quai sont reprises à l'inventaire du patrimoine culturel immobilier de la Wallonie. Parmi elles, l'ancien magasin situé au no 11 porte l'inscription : Aux trois Couronnes d'Or 1759.

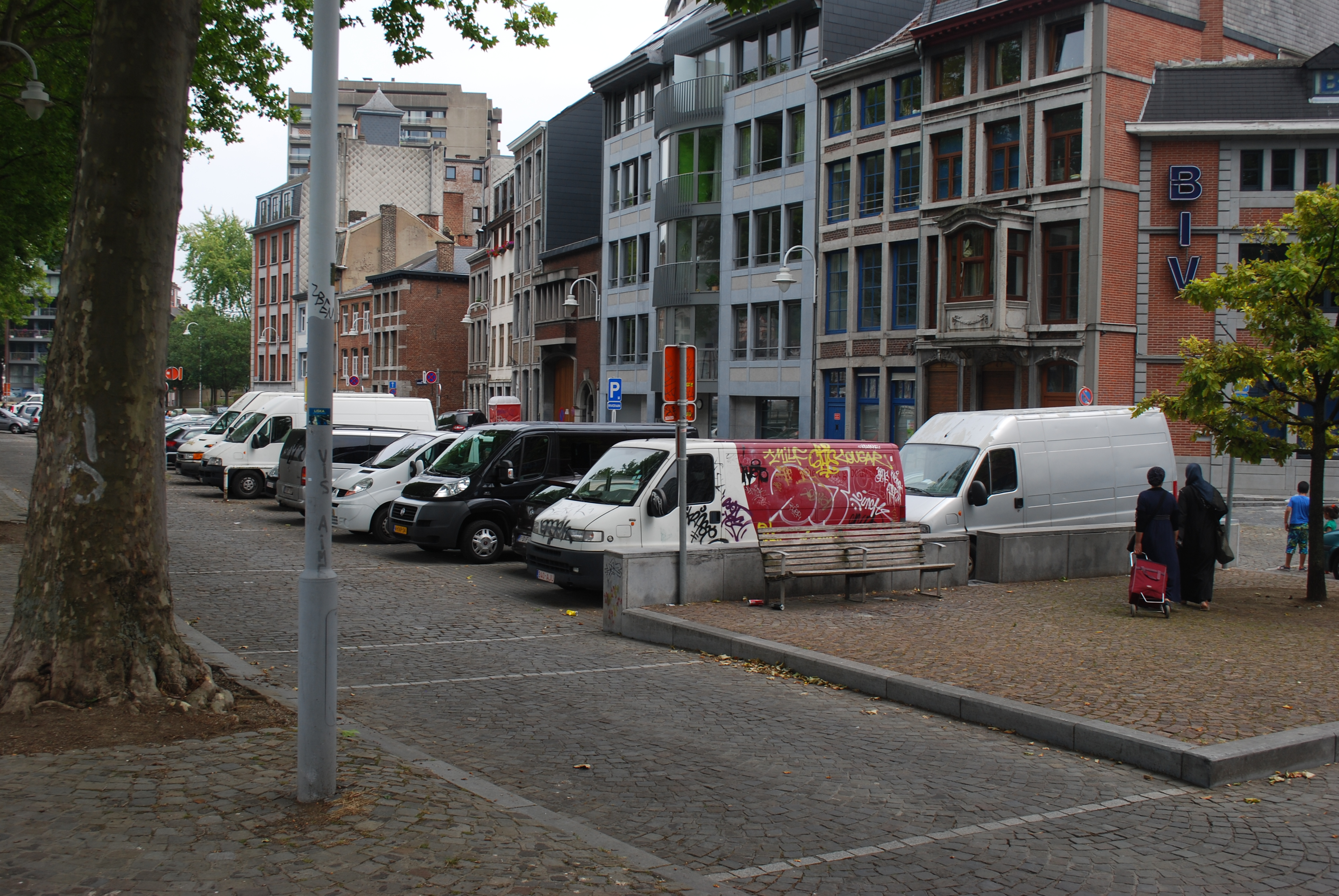

## Voiries adjacentes
- Quai de Gaulle
- Pont des Arches
- Place Saint-Pholien
- Rue du Pâquier
- Rue Georges Thone
- Rue Mathieu Polain
- Quai Sainte-Barbe